# Die Chronik der Sperlingsgasse
Die Chronik der Sperlingsgasse (1857) ist ein Roman von Wilhelm Raabe.

## Überblick
Raabe begann mit dem Werk am 15. November 1854 und vollendete es um den 10. August 1855. Zu dieser Zeit wohnte er im Zentrum Berlins in der damaligen Spreestraße, wo er den Roman auch verfasste und die der heute nicht mehr existierenden Sperlingsgasse des Romans zum Vorbild diente – dementsprechend wurde sie 1931 dann tatsächlich in Sperlingsgasse umbenannt.
Es ist Raabes erster Roman, den er allerdings unter dem Pseudonym „Jacob Corvinus“ veröffentlichte.
Die Chronik spielt sich fast zeitgleich zum Verfassen ab, sie beginnt im November 1854 und erstreckt sich über ein halbes Jahr. Sie ist in 21 tagebuchartige Einträge gegliedert.

## Inhalt
Als fiktiver Verfasser und Erzähler der Chronik tritt der alte Johannes Wachholder auf, der eine über den Winter in den Frühling reichende Zeitspanne nutzt, seine eigene Geschichte wie die der Menschen jener Straße – der Berliner Sperlingsgasse –, in der auch er zur Miete in einem Haus wohnt, niederzuschreiben:
»Ich bin alt und müde. Es ist die Zeit, wo die Erinnerung an die Stelle der Hoffnung tritt.« (12)
Im Ergebnis entsteht so eine durchaus heterogene, teils verschachtelte, teils achronologisch geordnete Chronik, in der ohne Gleichförmigkeit, aber aus innerer Notwendigkeit auf der Folie der 1850er Jahre, aus der Düsternis alltäglichen Leidens und Elendes sich ein schließlich auch von Glück und Idylle mitbestimmtes Gassengemälde entwickelt, das den Verfasser im Alter, wo nicht zu rechtfertigen, so doch zu wärmen vermag. Dass diese ›Notwendigkeit‹ über das Erinnern des Alten als letztem Lebensquell hinausreicht, erweist dann die im Zentrum der Chronik stehende Liebesgeschichte.
Es ist Liebe, die der Verfasser wie auch dessen alter Kinderfreund Franz Ralff zu Marie hegten und die Wachholder auch (melancholisch gefärbt) aufrechterhält, als Freund Franz längst obsiegt hat, Franz und Marie längst ein Paar geworden sind und aus der Verbindung eine Tochter namens Elise hervorgegangen ist. Nach dem frühen Tod der Marie, dem der ihres Mannes schnell folgte, wurde der Freund als »Onkel« Wacholder Vormund und Erzieher der verwaisten Tochter. Vor seinem Tod hatte der Maler Franz Ralff noch das Porträt seiner Frau vollendet und den Freund um des Kindes willen auch in jene Familientragödie eingeweiht, die einst seiner Mutter Luise widerfuhr und ihm selbst als Verpflichtung aufgegeben blieb: Die Mutter war als junges Mädchen in Abwesenheit des Bruders von einem Grafen Seeburg geschändet worden. Die Folge  war Franz, den der Bruder der Mutter, Andreas, nach der Mutter Gramestod dann aufzog – derweil der schändliche Graf verschwunden blieb. (39ff.).
Die Geschichte findet eine Parallele, als »Onkel« Wachholder und Mündel Elise an Mariens Grab eine Frau treffen (67), Helene Berg, die sich nicht nur als Nachbarin in der Sperlingsgasse, sondern auch als verarmte Tochter des Grafen Seeburg zu erkennen gibt (100ff.). Aus ihrer Ehe mit dem inzwischen verstorbenen Doktor Berg hat sie einen Sohn Gustav, der zum Ende der Chronik (161ff.) Elisens Mann werden soll – womit die Forderung der letzten Worte von Franzens Oheim Andreas – »... such ihn« – ohne  Forschen erfüllt wird.
Die für Franz Ralff nicht einmal im Tode nach dem »begrab dein volles Herz und suche – zu vergessen !« (73) erfüllbare Forderung wird in der dem Vergessen gegenläufigen Erinnerung aufgelöst und über die Treue zum »Vaterland« in einen geschichtlichen Zusammenhang gebracht (vgl. 142f.). Das auf Wanderung und Herrschaftswechsel unter den Völkern angelegte und entwickelte Bild (158) kulminiert schließlich nicht im großen Geschichtsentwurf, sondern im Einzelschicksal der Familie des Schuhmachers Burger, dem »... eine ganze Passionsgeschichte vom Gesichte abzulesen war« (159) und den nun Hunger und Elend in die Emigration trieben und den Begriff »Vaterland« so einen ganz anderen Geschmack bekommen ließ: Eines Landes, das zu ›Mutterland‹, zu Heimat wird als aus der Ferne empfundene Sehnsucht, die denen aufkommt, die Not und mangelnde Fürsorge der Obrigkeit aus gerade ebendiesem Land vertrieben hat.
Zum Ende der Chronik, die noch einiges an Elend und Not, Krieg und Tod thematisiert, scheint »Was tot war, wird lebendig; was Fluch war, wird Segen« als präsentische Faktizität gerade einmal für Gustav und Elise zu gelten, »die Sünde der Väter wird nicht heimgesucht an den Kindern ...« (100). Aber als Hoffnung und auch als Franz Ralffsches Nichtverpflichtetsein bleibt die Botschaft an alle gerichtet.

## Stil
Der Erzähler in der Chronik der Sperlingsgasse ist selbst als Figur am Geschehen beteiligt. Die Chronik besteht aus vielen Rückblicken, Erzählungen Dritter, Briefen und Erinnerungen. Durch diese „Zeitvermischung“ sowie Abschweifungen und eingeschobene Episoden, die nicht immer chronologisch angeordnet sind, entsteht eine komplexe Erzählstruktur, die bereits auf Raabes spätere Hauptwerke wie Stopfkuchen vorausweist. Die Sprache in der Chronik wirkt eigenwillig und teilweise etwas verzopft.
(zitiert nach: Wilhelm Raabe, Werke in zwei Bänden, hg. v. Karl Hoppe, Band 1: Erzählungen, Zürich o. J.)

## Ausgaben
- Die Chronik der Sperlingsgasse. Stage, Berlin 1857 (Digitalisat und Volltext im Deutschen Textarchiv).
- Wissenschaftliche Ausgabe: Die Chronik der Sperlingsgasse. Vandenhoeck & Ruprecht, Göttingen 1965 (= Sämtliche Werke, Bd. 1). [Sog. „Braunschweiger Ausgabe“]
- Leseausgabe: Die Chronik der Sperlingsgasse. Herausgegeben und mit Anmerkungen versehen von Hans-Werner Peter. Mit Zeichnungen Wilhelm Raabes. Insel, Frankfurt am Main 1979. ISBN 3-458-32070-9
- Leseausgabe: Die Chronik der Sperlingsgasse. Ullstein, Frankfurt am Main 1995. ISBN 3-548-23759-2
- Hörbuchausgabe: Die Chronik der Sperlingsgasse. Hörbuchproduktionen, Marburg/Lahn. ISBN 3-89614-110-4